# Jewgienij Borisienko
Jewgienij Michajłowicz Borisienko (ros. Евгений Михайлович Борисенко, ur. 7 czerwca 1945 w stanicy Jasienskiej w Kraju Krasnodarskim) – radziecki lekkoatleta, sprinter, medalista mistrzostw Europy z 1969.
Specjalizował się w biegu na 400 metrów. Zdobył srebrny medal w sztafecie 4 × 400 metrów na mistrzostwach Europy w 1969 w Atenach (sztafeta radziecka biegła w składzie: Borisienko, Borys Sawczuk, Jurij Zorin i Aleksandr Bratczikow).
Zwyciężył w sztafecie 4 × 400 metrów na pierwszych halowych mistrzostwach Europy w 1970 w Wiedniu. Sztafeta radziecka w składzie: Borisienko, Zorin, Sawczuk i Bratczikow ustanowiła wówczas halowy rekord świata czasem 3:05,9. Zdobył srebrny medal w sztafecie 4 × 400 metrów (w tym samym składzie) na letniej uniwersjadzie w 1970 w Turynie. 
Zdobył srebrny medal w sztafecie 4 × 400 metrów (w składzie: Bratczikow, Siemion Koczer, Sawczuk i Borisienko) na halowych mistrzostwach Europy w 1971 w Sofii, a w biegu na 400 metrów odpadł w półfinale. Na mistrzostwach Europy w 1971 w Helsinkach zajął 4. miejsce w sztafecie 4 × 400 metrów, a w biegu na 400 metrów odpadł w eliminacjach.
Był mistrzem ZSRR w sztafecie 4 × 400 metrów w 1971 i 1975 oraz wicemistrzem w biegu na 400 metrów w 1971.
Poprawił rekord ZSRR w sztafecie 4 × 400 metrów rezultatem 3:03,0 (20 września 1969 w Atenach).